# Río Tamsui
Río Tamsui (antes Río Danshui, en chino: 淡水河; pinyin: Dànshǔi Hé) es un río en el norte de Taiwán. Su origen está en la montaña Pintian en Hsinchu. El río fluye a través de la Ciudad de Nuevo Taipéi, el Condado de Taoyuan, la ciudad de Taipéi, y el Condado de Hsinchu y tiene una longitud de 159 km (99 millas) y un área de drenaje de 2.726 kilómetros cuadrados (1.053 millas cuadradas). Desemboca en el estrecho de Taiwán.
El río Tamsui está muy contaminado tanto por las aguas negras como por la contaminación de la industria ilegal. La restauración al estado natural del río está en la agenda del Gobierno de la Ciudad de Taipéi, del gobierno central y varias organizaciones de ciudadanos.